# Lasesarre
Lo stadio Lasesarre è situato nel comune di Barakaldo (Vizcaya) ed è lo stadio dove si giocano le partite casalinghe del FC Barakaldo.

## Storia
La ricostruzione dello stadio ha avuto inizio nella primavera del 2001. Lo stadio è stato inaugurato il 30 settembre 2003 in una partita amichevole che ha opposto il Barakaldo CF e Athletic Bilbao, terminato con il risultato di 2-3 risultato per i padroni di casa.
In quel periodo hanno giocato grandi squadre spagnole come Athletic Club, Racing Santander, Real Oviedo, Sporting Gijon e Valencia.
Va notato che il nome ufficiale del nuovo campo è Lasesarre, conservando il vecchio campo e non "Nuovo Lasesarre", come talvolto specificato dai media.

## La struttura
Lo stadio è opera dell'architetto Eduardo Arroyo Muñoz.
Lasesarre si estende su una superficie di 9260 metri quadrati e sorge nella parte settentrionale di Galindo, oltre la ferrovia, e nella stessa posizione lineare del campo di San Mamés. Si trova nei pressi di un ampio parco e ospita la sede del CF Barakaldo, che fa uso di queste strutture a partire dalla stagione 2003-2004.
Il campo è in erba naturale, con dimensioni di 105 metri di lunghezza e 68 di larghezza. I posti a sedere sono 7960, ma la struttura è modulare e consente, in caso di future necessità, l'espansione della stessa.